# 31939 Thananon
31939 Thananon este un asteroid din centura principală de asteroizi.

## Descriere
31939 Thananon este un asteroid din centura principală de asteroizi. A fost descoperit pe 7 aprilie 2000 la Socorro, New Mexico, în cadrul proiectului LINEAR. Asteroidul prezintă o orbită caracterizată de o semiaxă mare de 2,31 ua, o excentricitate de 0,20 și o înclinație de 4,2° în raport cu ecliptica.